# Marito (futebolista)
Mário da Nova Bahia, conhecido como Marito, (Salvador, 16 de maio de 1932 —Salvador, 18 de setembro de 2011) foi um futebolista brasileiro que atuava como atacante. É considerado o maior ponta-direita da história do Bahia, onde foi sete vezes campeão baiano, e conquistou o Campeonato Brasileiro de 1959. Morreu aos 79 anos, em Salvador.

## Títulos
Bahia
- Campeonato Brasileiro: 1959
- Campeonato Baiano: 1954, 1956, 1958, 1959, 1960, 1961 e 1962